# 80式空射反舰导弹

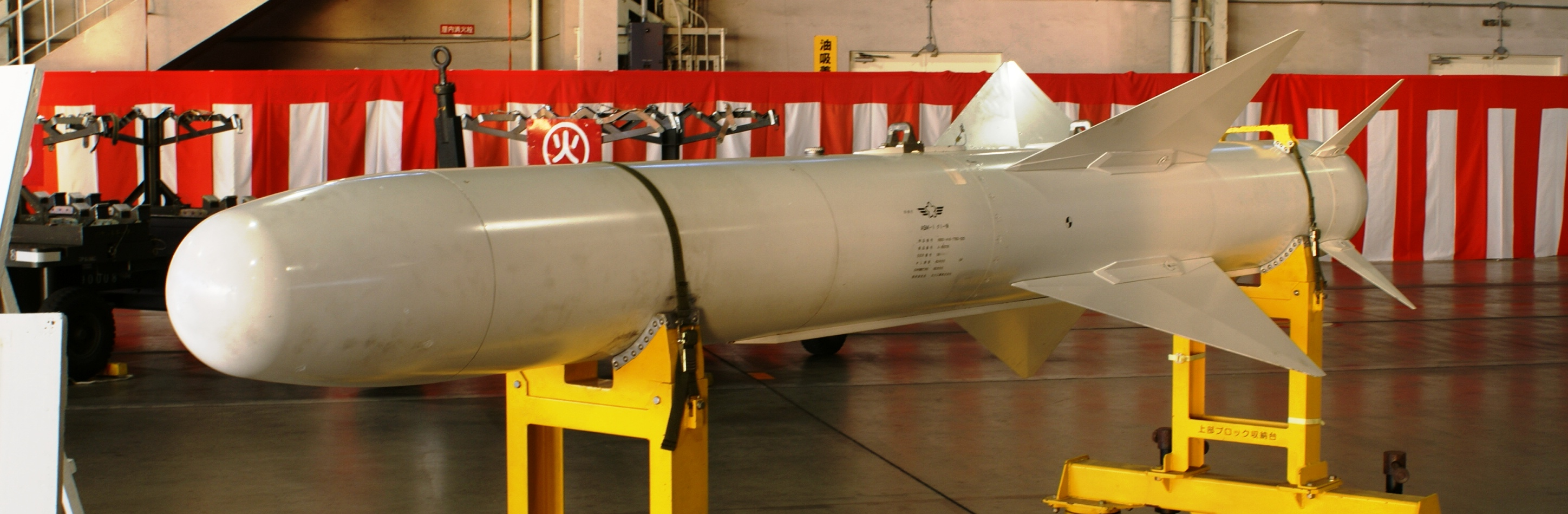
80式空射反艦飛彈

80式反舰导弹（80式空対艦誘導弾）是日本的空射反舰导弹，又名ASM-1。1980年起航空自衛隊开始装备。

## 开发
- 1973年，以近距離空対艦制导弹[1]的名义，用XASM-1的编号开发[2]的名义由技術研究本部和三菱重工业一起开始。1974年开始制作样品[1]。
- 1977年12月，開始發射實驗。
- 1979年，配备实弹彈頭，击沉了一艘靶舰。[1]。开发经费共约109億日元[3]。
- 1980年，正式服役。
- 1996年，生产停止为止估计采购了350发。

## 脚注与参考
1. 1 2 3  .   [2014-04-26]. （原始内容存档于2010-07-27）.
2. ↑  過去の主要試験等 - 誘導武器 １ページ目 （页面存档备份，存于）飛行開発実験団　航空自衛隊岐阜基地
3. ↑   (PDF).   [2014-04-26]. （原始内容存档 (PDF)于2013-01-27）.